# Limpia con cuy
La limpia con cuy, caipada, haka cupay, shoqma con cuy (del quechua ancashino: shuqmay, que significa 'frotar'), jubeo con cuy o soba con cuy hace referencia a una práctica ritual de la medicina tradicional andina en comunidades quechua y aimara de Bolivia, Ecuador y Perú en donde se utiliza un cuy (Cavia porcellus) con la finalidad de «limpiar» y/o realizar un diagnóstico por medios adivinatorios el problema de salud en el paciente. Por lo general, luego de ser frotado sobre el cuerpo del paciente, el curandero sacrifica y desuella al roedor. El entierro ritual del cuy es parte de la ceremonia.
La caipada cae dentro de las prácticas de extispicina (del latín: exta = vísceras, y spícere = mirar) que se ha dado en otras partes del mundo como en el Cercano Oriente, el Antiguo Egipto y la Antigua Grecia y Roma. A este tipo de práctica también se le llama hieroscopia o aruspicina.

## Rituales

### El diagnóstico
El ritual de adivinación para identificar la enfermedad del paciente con el cuy varía en función de la tradición y/o linaje del curandero. Se utiliza un cuy macho si el paciente es hombre y un cuy hembra si es mujer. Por lo general, se prefiere un cuy de color negro, mayor de un mes y con menos de 3 meses de nacido.
El curandero, luego de unas invocaciones y en ocasiones una limpia con agua florida o plantas medicinales (ej. ruda, ortiga o marco), frota el cuy por el cuerpo del paciente desde la cabeza hasta los pies, o al revés, desde los pies hasta la cabeza.
Luego, el curandero lo desuella con las uñas. En la sierra de Áncash, la sangre que brota es recolectada en un recipiente y mezclada con agua. La observación de las características de la mezcla resultante puede brindar información sobre el estado de salud del paciente.
Posteriormente el curandero le hace un corte en el abdomen para observar las vísceras. De acuerdo al estado de la cabeza, la piel, las membranas, los órganos internos y los huesos, se realiza el diagnóstico a manera de autopsia y se indican tratamientos para restaurar la salud del paciente.

### La «limpia» con cuy
Es común que se pueda dar la «limpia» durante el diagnóstico por adivinación. La «limpia» se entiende desde el curanderismo andino como la succión a través del ritual de la entidad patógena que habita en el cuerpo del paciente en el plano suprasensible y desplazarlo a otro soporte, en este caso al cuy.

#### Otras formas de «limpia»

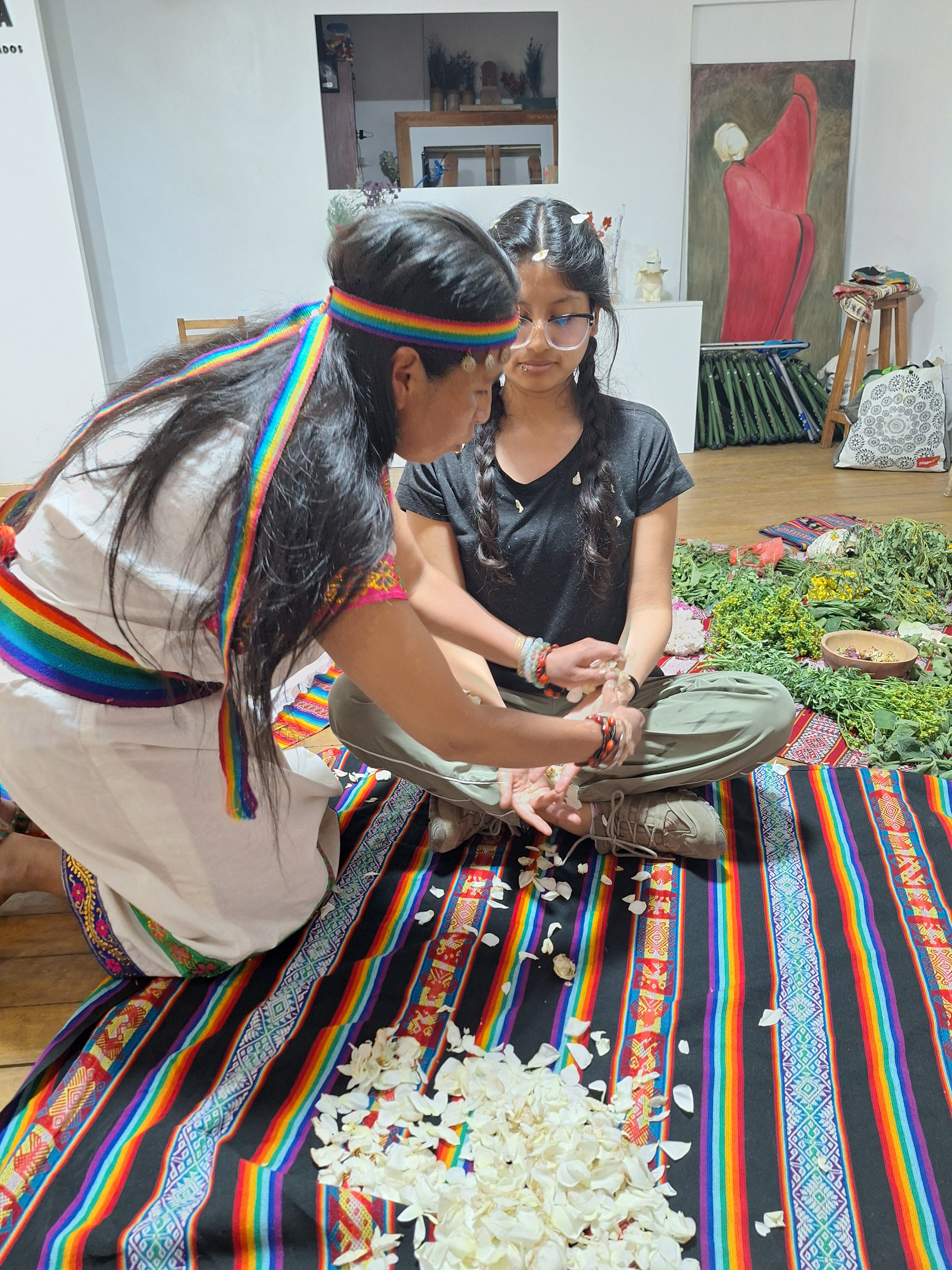
Limpieza con flores en Huaraz

Es posible utilizar otros elementos en el ritual de «limpia» como plantas medicinales, un huevo o una gallina en lugar de un cuy.

## Distribución
Es una práctica del curanderismo en las regiones de la costa y Andes de Perú, especialmente en comunidades quechua en las regiones de Áncash, Cajamarca, Junín, La Libertad y Lambayeque. También está presente en las provincias andinas de Ecuador, como en comunidades salasacas. Forma parte importante de los rituales de la mesa norteña en Perú y Ecuador.
También está presente en comunidades aimara del sur de Perú y Bolivia.

## Antecedentes históricos
En el siglo XVI el mercedario español Martín de Murúa en su Historia General del Perú. Origen y descendencia de los incas, donde se trata, así de las guerras civiles incas, como de la entrada de los españoles menciona el uso de los cuys en las curaciones que describe como un «abominable modo de curar, fundado en superstición y hechicería»:

Estos, pues, se van por los pueblos diciendo que tienen licencia de los obispos y visitadores y de los padres, y curan enfermos sobándoles las partes que les duelen y, a vueltas desto, de secreto sacrifican y con coca, sebo y cuyes, les untan el cuerpo y las piernas y chupan la parte dolorosa del enfermo, y dícenles que sacan gusanos, pedrezuelas y sangre, y se las muestran al enfermo, diciendo que se las sacaron y que ya ha salido el mal con aquello.
Murúa (1611-1613): folio 278r.
Cap. XXVI, Historia General del Perú. Origen y descendencia de los incas

## Nombres comunes
- Shoqma con cuy,[29]  jaca shoqpi, jaca cupé (del quechuua ancashino, haka cupay), jubeo con cuy, limpia con cuy, soba con cuy, jubeo con cuy, cuypichay,[14] caipada,[8] huywa (en Junín)[30]
- En aimara: wank'u yati ('lo que sabe el cuy'),[30] Huanko cchaatha ('abrir el cuy para adivinar')[31]

El extirpador de idolatrías Pablo José de Arriaga recoge en el siglo XVI el nombre quechua de hacaricuc o cuyricuc, para el especialista andino de la limpia con cuy.

## Críticas
El 13 de septiembre de 2017, PETA —una organización por los derechos de los animales y en contra de su uso como vestido, alimento y experimentos— declaró estar en contra de la práctica tradicional describiendo el ritual como una forma «violentar a un paciente y de torturar a un conejillo de indias».